# Анна Соболєвська
Анна Соболєвська (пол. Anna Sobolewska; нар. 10 травня 1947, Гданськ, Польща) — польська письменниця-мемуаристка, літературна критикеса та історик; професорка, доктор наук. Мати журналістки Юстини Соболєвської та дружина відомого кінокритика Тадеуша Соболєвського.
Працює в Інституті літературних досліджень Польської академії наук. Досліджує творчість таких письменників, як-от: Корнеля Філіповича, Мирона Бялошевського, Ярослава Івашкевича, Януша Корчака, Тадеуша Конвіцького, Юліана Стрийковського та інших.
Авторка книг «Психологічна проза Польщі 1945—1950» (1979), «Містика у повсякденному житті» (1992), «Маски Бога: нариси письменників і містиків» (2003).
У 2002 році автобіографічна книга «Цела. Відповідь на синдром Дауна», що оповідає про перші 12 років життя другої дочки Цецилії, яка народилась у 1989 році із синдромом Дауна, була номінована на літературну нагороду «Ніке».